# Verbrüderungsbuch

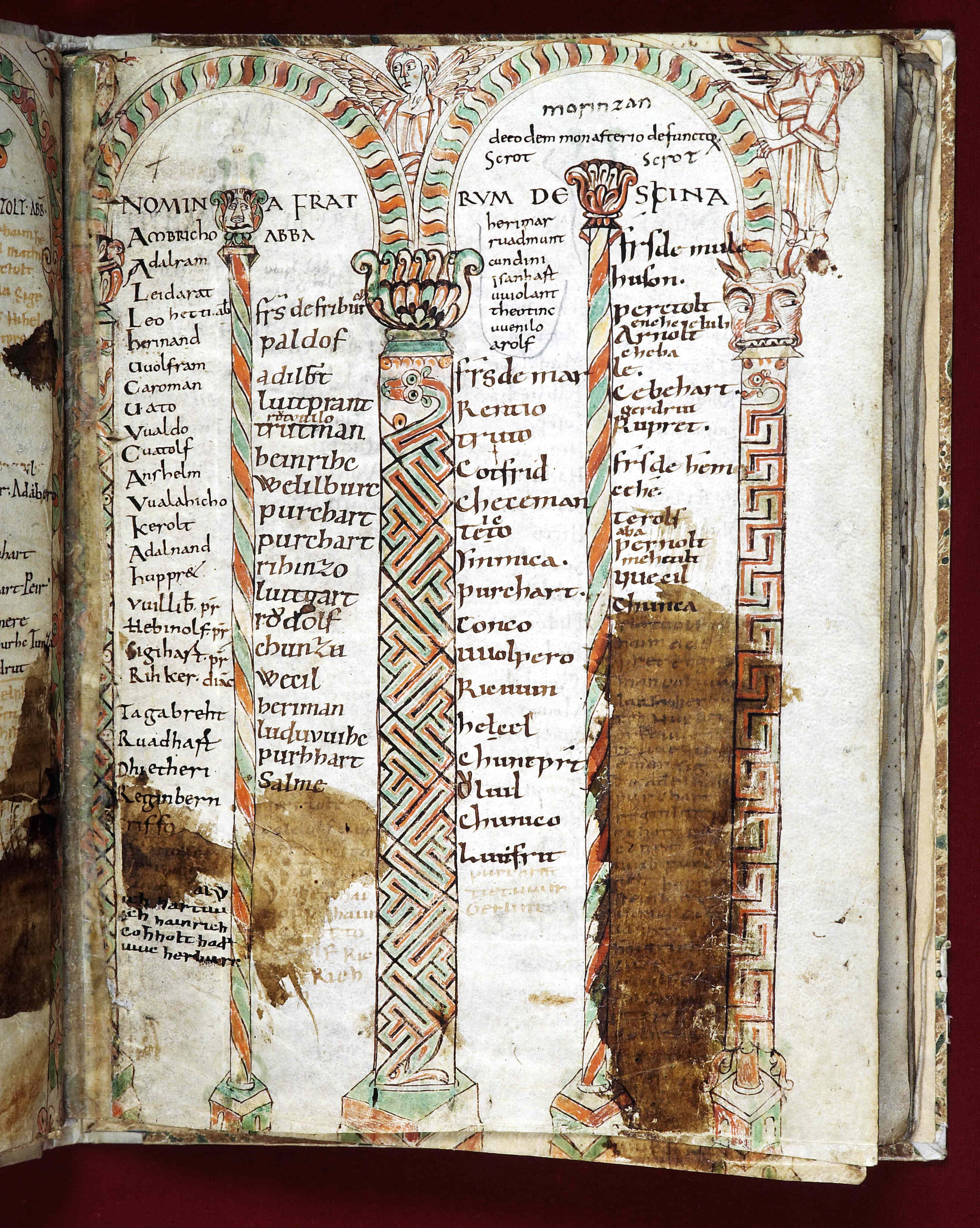
Verbrüderungsbuch aus dem Stiftsarchiv St. Gallen.

Als Verbrüderungsbuch bezeichnet man Verzeichnisse der mittelalterlichen Klöster, in denen Gebetsbrüderschaften aufgezeichnet sind. Sie enthalten also Namenslisten der Stifter und Wohltäter eines Klosters sowie von Personen, die mit einem Kloster in enger geistiger Bindung standen, so dass ihrer in den mönchischen Gebeten gedacht wurde.

## Geschichte
Die ersten Verbrüderungsbücher wurden im 8. Jahrhundert angelegt. Sie wurden bis ins 13. Jahrhundert fortgeführt. Nekrologien sowie Jahrtags- oder Jahrzeitbücher sind in vieler Hinsicht ihre Nachfolger. Als mittelalterliche Bezeichnungen sind Liber vitae oder Liber memorialis belegt, neuer ist der Begriff Liber confraternitatis.
Die Verbrüderungsbücher sind eine reichhaltige personengeschichtliche und sprachhistorische Quelle zur Geschichte des frühen Mittelalters. Die Erforschung der Verbrüderungsbücher wurde maßgeblich von Gerd Tellenbach angeregt und von Joachim Wollasch und Karl Schmid fortgeführt.